# Никос Ставридис
Никос Ставридис (на гръцки: Νίκος Σταυρίδης) е гръцки журналист и политик от XX век.

## Биография
Роден е в източномакедонския град Сяр в 1904 година. След разгрома на Гърция в Гръцко-турската война отива да учи право в Атинския университет и междувременно работи в множество вестници. След като учи две години поради туберкулозата си се връща в Сяр. В 1929 година е назначен за директор на вестник „Алития“ на новооснованата Обединена либерална партия. На изборите в 1932 година е кандидат от Либералната партия, но с няколко гласа не е избран. Междувременно здравето му се влошава, но той, въпреки съветите на лекарите, продължава с активната си политическа дейност. На изборите от 5 март 1933 година е избран, но след три дена умира. Името му носи улица в Сяр.